# Longobardowie we Włoszech. Ośrodki władzy, 568 – 774 n.e.
Longobardowie we Włoszech. Ośrodki władzy, 568 – 774 n.e. to oficjalna nazwa nadana przez UNESCO zestawowi 7 miejscowości, w których znajdują się zabytki architektury longobardzkiej z pozostałościami malarskimi i rzeźbiarskimi wykonanymi w okresie od VI do VIII wieku we Włoszech.
Wpisana 25 czerwca 2011 r. na listę światowego dziedzictwa UNESCO obejmuje siedem miejsc znajdujących się w Cividale del Friuli, Brescia, Castelseprio, Spoleto, Campello sul Clitunno, Benewent i Monte Sant’Angelo: to dziedzictwo artystyczne świadczy o dużej roli Longobardów w rozwoju kulturalnym i duchowym średniowiecznego chrześcijaństwa europejskiego. 
|  | Nazwa |
|  | --- |
|  | Cividale del Friuli (prowincja Udine): obszar znany jako Gastaldaga z małym kościołem longobardzkim i kompleksem episkopalnym, który obejmuje pozostałości pałacu biskupiego leżącego pod narodowym muzeum archeologicznym. Niewielkie oratorium Santa Maria in Valle, jest najważniejszym i najlepiej zachowanym świadkiem architektury epoki longobardzkiej. Pozostałości siedziby biskupa Kaliksta, który był ośrodkiem religijnym w stolicy ważnego księstwa Friuli; składał się z bazyliki, baptysterium św. Jana Chrzciciela i pałacu patriarchalnego. |
|  | Bazylika San Salvatore z klasztorem Santa Giulia i obszar archeologiczny forum rzymskiego, który znajduje się na zachód od kompleksu klasztornego, składa się z republikańskiego sanktuarium i teatru rzymskiego. Najstarszy budynek religijny na forum rzymskim pochodzi z końca I wieku p.n.e. Doskonały stan zachowania elementów architektonicznych i dekoracyjnych jest wyjątkowy w północnych Włoszech. |
|  | Park archeologiczny w Castelseprio składa się z warowni (Castrum), bazyliki San Giovanni Evangelista, kościoła San Paolo, klasztoru, pozostałości miejscowości zbudowanej na zachód od castrum, kościoła Santa Maria Foris Portas (który mieści w apsydzie cenny cykl fresków), ruiny klasztoru i kościoła Santa Maria di Torba z XI-XIII wieku. |
|  | Spoleto (Prowincja Perugia): kościół San Salvatore. Ta paleochrześcijańska bazylika z IV i V wieku została w dużej mierze odnowiona przez Longobardów w VIII wieku. Ma 3 nawy; podobnie prezbiterium ma 3 korpusy i jest przykryte ośmiobocznym sklepieniem. Półokrągła apsyda jest zamknięta na zewnątrz prostą ścianą; otoczone jest 2 salami w kształcie apsydy ze sklepieniem krzyżowym. Oryginalna dekoracja, sztukateria i malarstwo zostały utracone, ale pozostaje bogate belkowanie z fryzem doryckim, wspartym przez kolumny doryckie i korynckie. Z oryginalnej fasady z VIII wieku, pozostały tylko ramy okienne i 3 portale rzeźbione klasycznymi motywami. |
|  | Campello sul Clitunno (Prowincja Perugia): świątynia Clitunno to mały kościół poświęcony Świętemu Zbawicielowi. Budowniczowie prawdopodobnie przekształcili w kościół pozostałości pogańskiego sanktuarium i innych materiałów uzupełniających. |
|  | Kościół Santa Sofia w Benewencie, mimo wielokrotnej przebudowy zachowuje cechy wczesnośredniowiecznej architektury longobardzkiej. |
|  | Sanktuarium św. Michała Archanioła w Monte Sant’Angelo, ważne w średniowieczu centrum pielgrzymkowe. |